# Емельянов, Василий Фёдорович
Василий Фёдорович Емельянов (22 марта 1881, Гатчина — 12 октября 1949, Усольлаг) — предприниматель, организатор кинопроката в России и балтийских странах, продюсер, один из пионеров русского кинематографа.

## Биография

### Ранние годы
Василий Емельянов родился 22 марта 1881 года в городе Гатчине, в рабочей семье. Его отец был сапожником и умер, когда мальчику было 6 лет. Мать осталась с пятью детьми на руках и очень бедствовала. В 11 лет Василий окончил четырёхклассное городское училище и затем поступил подёнщиком в Экспедицию по заготовлению государственных бумаг, получая за работу 45 копеек в день.
В 1893 году при Экспедиции создали первую в России школу писчебумажного дела, куда Василий с успехом поступил. Директор школы Н. Резцов отметил талантливого подростка и выплачивал ему стипендию из своих собственных средств.
Учёбу в школе Василий совмещал с курсами бухгалтерии, вёл бухгалтерские книги в торговых предприятиях, выполнял чертёжные работы, подрабатывал слесарем.
По окончании школы его зачислили в писчебумажный отдел фабрики, где он проработал до призыва в армию в 1915 году.

### Интерес к кинематографу
Познакомившись с кинематографом как зритель, Емельянов увидел в этом деле перспективу и в 1912 году оборудовал свой первый небольшой кинотеатр на 200 мест. Он устроил там сцену и ввёл дивертисмент для привлечения зрителей.
Став рядовым солдатом в Петроградском интендантстве вещевых складов, он не забросил свое дело, а старался его развить.
В 1916 г. организовал кинематографическое товарищество для закупки зарубежных фильмов.
К 1917 году владел кинотеатрами «Гранд» на Таракановке и «Эрмитаж» на Садовой, а также был совладельцем кино «Люкс» на Петроградской стороне, оперетты в театре «Пассаж», где ставили оперные миниатюры с привлечением лучших певцов, главой кооператива театровладельцев, собственной фирмы по прокату фильмов, киножурнала «Немое кино», представителем итальянского общества Ambrolio по всей России — с собственной конторой в Турине.
В 1918 году Емельянов выехал из Петрограда в Финляндию, поскольку финские власти задержали партию закупленных им для России итальянских фильмов. Судебный процесс растянулся на год, поэтому со временем к Василию Фёдоровичу присоединились жена Мария Ивановна (эстонка по происхождению, урождённая Койма, 1895 года рождения) с новорождённой дочерью Татьяной.

### В Прибалтике
Тем временем Емельянов получил предложение по организации кинематографа в Эстонии. «В конце 1919 года почти без всяких средств получил кредиты от французских фабрикантов и знакомых американских директоров кинокомпаний», — написал он в своей автобиографии, хранящейся в его деле, которое вёл НКВД.
Дело в Эстонии пошло, однако вскоре В. Ф. Емельянов выбрал на жительство более перспективную Латвию и крупный город Ригу.
В 1921 году здесь было создано акционерное общество «АРС», акционерами которого стали Емельянов и его рижский партнёр Симон (Симанис) Файнштейн. В том же году Емельянов зарегистрировал в Эстонии аналогичное акционерное общество «Рояль-фильм».
В 1923 году в Риге был построен роскошный кинотеатр «Splendid Palace».
В 1926 году в Таллине Емельянов открыл кинотеатр «Глориа Палас».
В 1928 году в Риге открылся кинотеатр «Палладиум» на ул. Марияс, 19, который Емельянов присоединил к своей сети, а затем «Grand Kino» на ул. Лачплеша, 52/54.
В 1935 году Емельянов купил у прежних владельцев акции предприятия «Атриум», владевшего кинотеатром «Форум». 3 июля 1935 года Отделение торгового регистра Рижского окружного суда сообщило о регистрации изменений в записи № 113 раздела В регистра. Членами правления акционерного общества «Atrium» стали: Василий Емельянов (председатель), Абрам Файнштейн (родственник Симона Файнштейна) и рыботорговец Рижского Центрального рынка Вилхелм Нариньш.
У В. Ф. Емельянова имелись кинотеатры также и в столице тогдашней Литвы Каунасе.
Фирма Ars закупала лучшие фильмы кинокомпаний мира — немецкой UFA, американских Warner Brothers, Metro-Goldvin-Mayer и Universal.
В своей автобиографии Василий Фёдорович упоминает и о том, что был продюсером нескольких фильмов в Германии, Франции и Латвии, в том числе первого звукового латвийского фильма «Гауя».
Он был талантливым предпринимателем с широкими взглядами: для производства рекламы у него работала мастерская профессиональных художников-плакатистов, показ фильмов сопровождался развлекательной программой для зрителей.
В личном деле следователь указал, что фирма Ars давала доход 7 тысяч латов в год. Для сравнения, обучение в гимназии в ульмановской Латвии стоило 60 латов в год, обучение в университете — 250 латов.

### Арест и ссылка
14 июня 1941 года В. Ф. Емельянов был арестован по обвинению в шпионаже за связь с германской фирмой UFA и депортирован вместе с семьей. Подозрение вызвало и то, что в 1941 году Емельянов с семьей пытался выехать в Германию с последней партией прибалтийских немцев и не получил разрешения советской власти на отъезд, так как не являлся этническим немцем.
По итогам следствия ему присудили 10 лет заключения, которые он отбывал в Усольлаге, где и скончался, написав в это время подробную автобиографию, приобщённую к материалам его уголовного дела.
Его жена Мария и дочь Татьяна в 1957 году вернулись в Ригу, где впоследствии и умерли.

## Судьба кинотеатров
После присоединения Латвии к СССР все кинотеатры Емельянова были национализированы.
С восстановлением независимости Латвии они остались в собственности государства, кроме бывшего «Форума», в советское время детского широкоформатного кинотеатра «Пиониерис». Несмотря на то, что он был полностью перестроен и по закону не подлежал денационализации, а также то обстоятельство, что в буржуазной Латвии им владело акционерное общество, где рыботорговец Вилхелм Нариньш был только рядовым и наверняка малым участником, недвижимость в центре Риги была возвращена ему единолично. Затем кинотеатр перешёл его дочери Расме Карине-Нарине, которая, в свою очередь, продала его по символической цене сыну Артуру-Кришьянису Кариньшу, с 2002 года политику, министру и евродепутату. Сделка продажи, а не дарения, позволила Кариньшам уйти от риска оспаривания сделок с кинотеатром, денационализированным противозаконно.
К.Кариньш 9 сентября 2013 года подарил имущество супруге Анде, а она продала двум кипрским офшорам, за которыми стоят граждане России, в 2014 году.